# Communauté de communes du Plateau de Nozeroy
La communauté de communes du Plateau de Nozeroy est une ancienne communauté de communes française, située dans le département du Jura et l'arrondissement de Lons-le-Saunier.

## Historique
La communauté de communes du Plateau de Nozeroy fusionne le 1er janvier 2017 avec la Communauté de communes Champagnole Porte du Haut-Jura (38 communes) pour former la nouvelle communauté de communes Champagnole Nozeroy Jura.

## Administration

### Liste des présidents
| Période | Période       | Identité      | Étiquette | Qualité                                 |
| ------- | ------------- | ------------- | --------- | --------------------------------------- |
| 2001    | 2014          | Claude Muyard | DVD       | Conseiller général du Canton de Nozeroy |
| 2014    | décembre 2016 | Claude Parent | DVD       |                                         |

### Siège
Maison des Annonciades, 39250 Nozeroy.

## Composition
Elle regroupait les 25 communes le 1er janvier 2016 :
| Nom                | Code Insee | Gentilé           | Superficie (km2) | Population (dernière pop. légale) | Densité (hab./km2) |
| ------------------ | ---------- | ----------------- | ---------------- | --------------------------------- | ------------------ |
| Nozeroy (siège)    | 39391      | Nozériens         | 3,74             | 429 (2014)                        | 115                |
| Arsure-Arsurette   | 39020      | Barochers         | 12,56            | 97 (2014)                         | 7,7                |
| Bief-des-Maisons   | 39052      | Benatiers         | 5,79             | 75 (2014)                         | 13                 |
| Bief-du-Fourg      | 39053      |                   | 10,20            | 183 (2014)                        | 18                 |
| Billecul           | 39055      |                   | 4,41             | 40 (2014)                         | 9,1                |
| Censeau            | 39083      | Censéaliens       | 9,86             | 297 (2014)                        | 30                 |
| Cerniébaud         | 39085      | Barochers         | 10,53            | 84 (2014)                         | 8                  |
| Charency           | 39108      |                   | 2,73             | 57 (2014)                         | 21                 |
| Conte              | 39165      | Contois           | 3,32             | 62 (2014)                         | 19                 |
| Cuvier             | 39187      | Ventres sans fond | 10,32            | 245 (2014)                        | 24                 |
| Doye               | 39203      | Doyens            | 3,56             | 107 (2014)                        | 30                 |
| Esserval-Tartre    | 39214      | Les Espagnols     | 12,19            | 112 (2014)                        | 9,2                |
| Fraroz             | 39237      | Barochers         | 6,22             | 49 (2014)                         | 7,9                |
| Gillois            | 39254      |                   | 9,65             | 121 (2014)                        | 13                 |
| La Favière         | 39221      |                   | 2,78             | 25 (2014)                         | 9                  |
| La Latette         | 39282      | Barochers         | 5,89             | 67 (2014)                         | 11                 |
| Les Chalesmes      | 39091      | Chalmeniers       | 9,47             | 96 (2014)                         | 10                 |
| Longcochon         | 39298      | Couchetards       | 3,64             | 55 (2014)                         | 15                 |
| Mièges             | 39329      |                   | 7,68             | 135 (2014)                        | 18                 |
| Mignovillard       | 39331      | Mignovillageois   | 53,82            | 797 (2014)                        | 15                 |
| Mournans-Charbonny | 39372      |                   | 5,06             | 97 (2014)                         | 19                 |
| Onglières          | 39393      |                   | 8,99             | 68 (2014)                         | 7,6                |
| Plénise            | 39427      | Bédouins          | 5,43             | 61 (2014)                         | 11                 |
| Plénisette         | 39428      |                   | 2,61             | 24 (2014)                         | 9,2                |
| Rix                | 39461      | Rixois            | 5,17             | 77 (2014)                         | 15                 |

## Compétences
Nombre total de compétences exercées en 2016 : 23.
- Assainissement non collectif
- Collecte des déchets des ménages et déchets assimilés
- Traitement des déchets des ménages et déchets assimilés
- Autres actions environnementales
- Création, aménagement, entretien et gestion de zone d'activités industrielle, commerciale, tertiaire, artisanale ou touristique
- Action de développement économique (Soutien des activités industrielles, commerciales ou de l'emploi, Soutien des activités agricoles et forestières...)
- Construction ou aménagement, entretien, gestion d'équipements ou d'établissements culturels, socioculturels, socio-éducatifs
- Activités péri-scolaires
- Activités culturelles ou socioculturelles
- Activités sportives
- Constitution de réserves foncières
- Transport scolaire
- Prise en considération d'un programme d'aménagement d'ensemble et détermination des secteurs d'aménagement au sens du code de l'urbanisme
- Création, aménagement, entretien de la voirie
- Tourisme
- Amélioration du parc immobilier bâti d'intérêt communautaire
- Préfiguration et fonctionnement des Pays
- Gestion d'un centre de secours
- NTIC (Internet, câble...)